# Autostrada Predosa-Albenga
L'autostrada Predosa-Albenga è un'opera infrastrutturale il cui iter autorizzativo è ancora in corso. Ottenuto il via libera sul progetto definitivo, avrà inizio la costruzione del nuovo asse autostradale.
Finora è stato approvato un ordine del giorno per lo studio di fattibilità dalla Regione Liguria per il tratto Albenga-Ceva-Millesimo.

## Storia
Le valli dove nascono i fiumi che arrivano ad Albenga sono soggette almeno fin dal primo Ottocento a valutazioni di tipo strategico per collegare il basso Piemonte con Albenga e il ponente ligure. Si ha notizia di un'idea di collegare via fiume Torino con Albenga passando per il Centa presentato nel 1825.
Nel 1845 nel giornale Letture per famiglie si patrocinava la Valle del Neva come unico possibile raccordo tra il Piemonte e la Liguria, con un appello patriottico ai rappresentanti della provincia di Porto Maurizio.
Nel 1879 prevalse l'idea di una linea ferroviaria Cuneo-Ventimiglia, portata avanti anche dal deputato Sanguinetti. Dopo la legge del 1885 si contendevano i finanziamenti la linea Ormea-Oneglia contro Garessio-Albenga, e il dissidio non aiutò nessuno dei due. 
Verso la fine del XIX secolo si trova traccia di forti dibatti sul creare un collegamento ferroviario Albenga-Garessio. Il 17 gennaio del 1886 si tenne un comizio ad Albenga sul progetto della linea Garessio-Albenga, progettato dall'ing. Navone assieme ad altri, con l'obiettivo di collegare l'alta Val Tanaro con il porto di Oneglia e Porto Maurizio mediante la valle del Neva. Il progetto era pensato perché dal casello 76 (tra Albenga e Ceriale) si girasse verso Campochiesa quindi Salea, proseguendo verso Castelvecchio di Rocca Barbena, Cerisola e infine Garessio, con una percorrenza di 29 chilometri e una pendenza del 25 per mille, simile ad altre ferrovie di montagna. Già all'epoca l'editore si lamentava che la linea che parte da Torino e si dirama a Ceva mettendosi poi in collegamento con Savona, non è più sufficiente ai bisogni del commercio; oltre a questo sussistevano ragioni di carattere militare. 
Il commendatore e deputato Giusto Emanuele Garelli della Morea presente al comizio, presentò le ragioni storico e morali a favore della linea propugnata. 
Egli ricordava le lotte personali suscitate nella valle del Tanaro da chi si voleva imporre nella scelta della stazione ferroviaria. In quei momenti nei quali si tentava di allontanare Garessio dalle vie dei commerci e dal suo avvenire economico. Tale linea era in contrasto con l'altra ipotesi della ferrovia Ormea-Porto Maurizio, cioè del passaggio tra la Val Neva e la Valle Impero.
A seguito di questa spinta, il 16 marzo del 1886 il Municipio di Albenga ha inoltrato una domanda al ministero dei Lavori Pubblici, per ottenere che tra i mille chilometri di ferrovie votate con la legge del 27 aprile 1885 ci fossero anche il tronco Garessio-Albenga, corredata dal progetto di massima dell'ing. Carlo Navone. L'Amministrazione ne fece stampare diverse copie in maniera da aumentare l'interesse dell'opinione pubblica.
La storia di questa via continua e nasce l'11 maggio 1967 la Società Albenga-Garessio-Ceva (Agc) con sede a Cuneo dove avevano (e hanno tuttora) azioni 52 enti pubblici delle Province di Torino, Imperia, Savona e Cuneo. È nata come ente propulsore per la realizzazione della tratta autostradale Albenga-Garessio-Ceva, con il miglioramento della viabilità tra il basso Piemonte e il Ponente Ligure.
Negli anni '70 il programma di sviluppo del Governo Rumor e del Governo Colombo misero uno stop agli sviluppi autostradali e il progetto si fermò. Se ne tornò a parlare negli anni '90 ma si dovette aspettare che il ligure Claudio Scajola andasse al Governo dopo il 2000 perché l'idea venisse rispolverata, con nuovi studi e progetti. Furono ipotizzare vari tracciati, sviluppando l'idea di proseguire il tracciato fino all'intersezione dell'A26 con l'A7, di modo da dirottare il traffico veicolare diretto verso la frontiera di Ventimiglia evitando i nodi di Genova e di Savona.

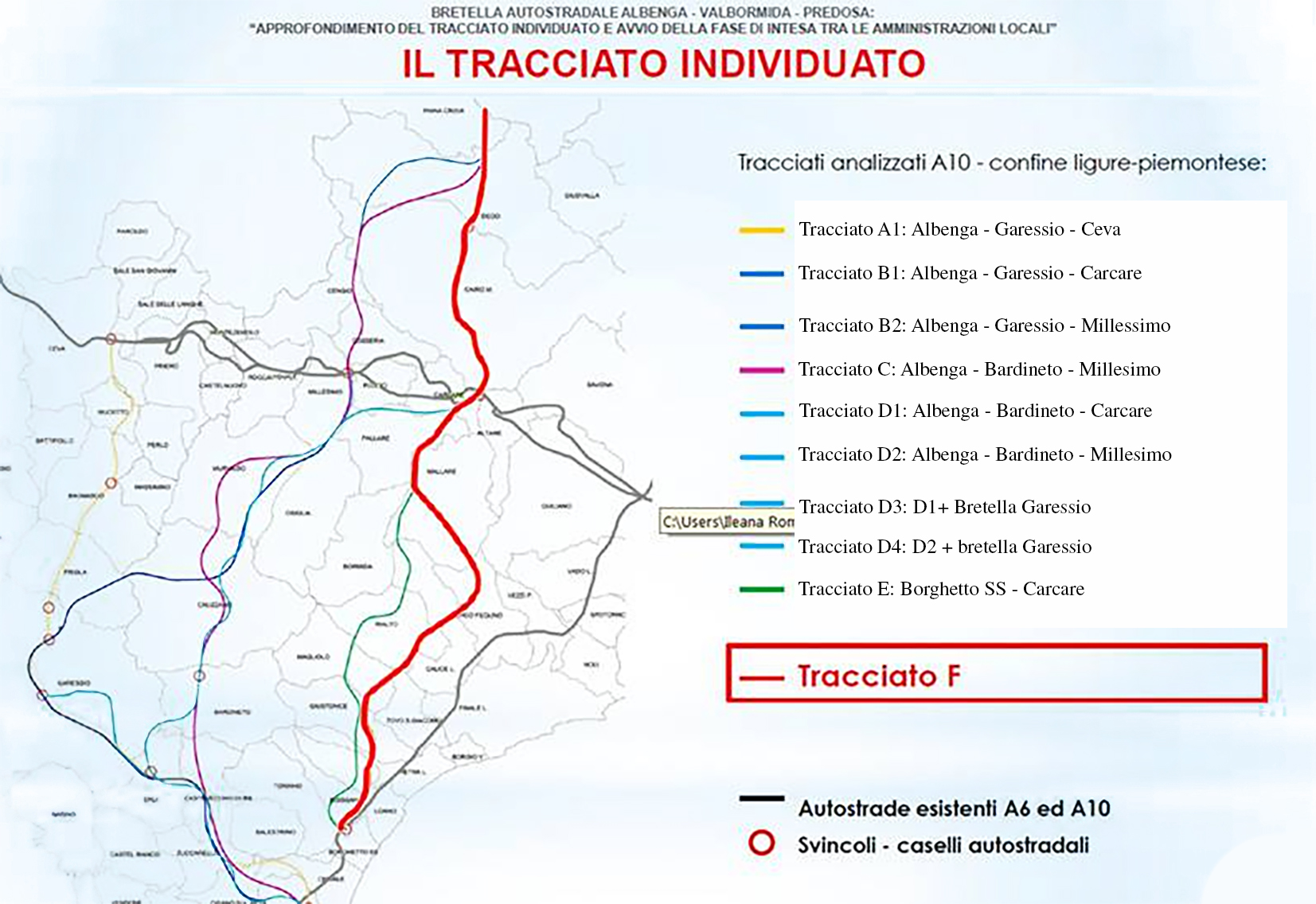
I progetti eseguiti nel 2006

Nel 2006 la Società Albenga-Garessio-Ceva commissionò uno studio di fattibilità e uno studio sull'impatto ambientale della tratta, che individuò un tracciato lungo le valli dei torrenti Neva (Savona) e Tanaro (Cuneo), con origine nei pressi dello svincolo di Albenga sulla A10 Ventimiglia-Savona e termine in prossimità dello svincolo di Ceva sulla A6 Torino-Savona per un costo di 2 miliardi di Euro. L'infrastruttura avrebbe 2 carreggiate per senso di marcia, ognuna con 2 corsie di 3,75 m più una di emergenza da 3 m.
Nel 2015 il patrimonio a bilancio consuntivo della società, che aveva quote di partecipazione nell'Autostrada dei Fiori, ammontava a 5,1 milioni di euro con un attivo di 556.199 euro.

## Sviluppo
La provincia di Savona prevede questi risultati, una volta completata l'autostrada:
- 19.000 veicoli / giorno Albenga-Millesimo, 12.000 veicoli / giorno Millesimo-Predosa.
- riduzione del 44% del traffico totale sulla tratta attuale Albenga – Savona
- riduzione del 32% del traffico totale sulla tratta attuale Savona - Millesimo
- riduzione del 22% del traffico totale sulla tratta attuale Savona - Genova

Il costo previsto per il tratto fino a Ceva (119 km di cui 77 in galleria, 23 su viadotto e 19 in superficie) è di 6 miliardi di euro.
Nel 2010 hanno mostrato interesse per il progetto l'assessore ai Trasporti della Regione Piemonte Daniele Borioli, l'assessore regionale ligure ed ex sindaco di Savona, Carlo Ruggeri e la Lombardia.

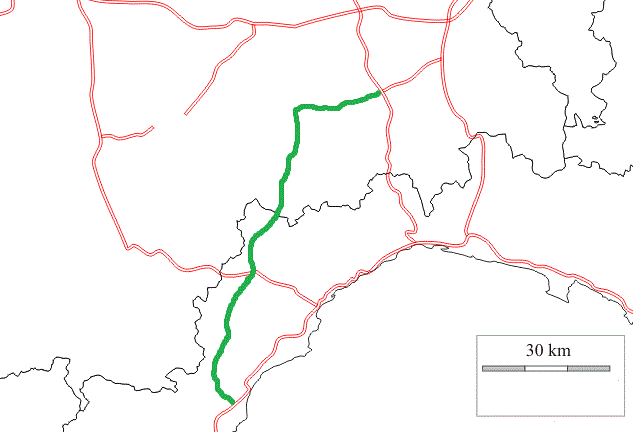
In verde il tracciato previsto dell'autostrada Predosa-Albenga dalla provincia di Savona.

## Il tracciato
Ecco il tracciato previsto della Predosa-Albenga con le modifiche apportate dopo lo studio di fattibilità del 2004.
| AUTOSTRADA PREDOSA - ALBENGA | |    |
|                              | Genova – Gravellona Toce Strada statale 456 del Turchino Interconnessione di Predosa                         | AL |
|                              | Acqui Terme Strada statale 334 del Sassello Strada statale 30 di Val Bormida Strada statale 456 del Turchino | AL |
|                              | Spigno Monferrato Strada statale 334 del Sassello                                                            | AL |
|                              | Dego-Cairo Montenotte Strada statale 339 di Cengio                                                           | SV |
|                              | Millesimo Torino – Savona Strada statale 28 del Colle di Nava                                                | SV |
|                              | Bardineto-Calizzano Interconessione di Garessio                                                              | SV |
|                              | Genova – Ventimiglia Strada statale 1 Via Aurelia Interconnessione di Albenga                                | SV |